# Roßleben-Wiehe
Roßleben-Wiehe es una ciudad situada en el distrito de Kyffhäuser, en Turingia, Alemania. Tiene una población estimada, a fines de 2024, de 7062 habitantes.
La ciudad fue fundada el 1 de enero de 2019 mediante la fusión en un solo ayuntamiento de dos ciudades colindantes llamadas Roßleben y Wiehe, a cuyo término municipal se añadieron los municipios rurales de Donndorf y Nausitz.
El término municipal comprende los barrios de Bottendorf, Donndorf, Garnbach, Hechendorf, Kleinroda, Kloster Donndorf, Langenroda, Nausitz, Roßleben, Schönewerda y Wiehe.
Se ubica en el extremo oriental del distrito y su término municipal limita con el estado de Sajonia-Anhalt.